# 水果
水果一詞指的是主要供應人類生食用途的植物果實，作为重要食物来源，本身含有人体需要的维生素。
而主要供應人類熟食用途的植物果實，如苦瓜、南瓜等，則會被歸類為蔬菜。生產水果的木本植物稱為果樹。大多數水果是甜的，含有大量的果糖，有些也帶酸味或其他味道，很多還含有揮發性芳香物質。

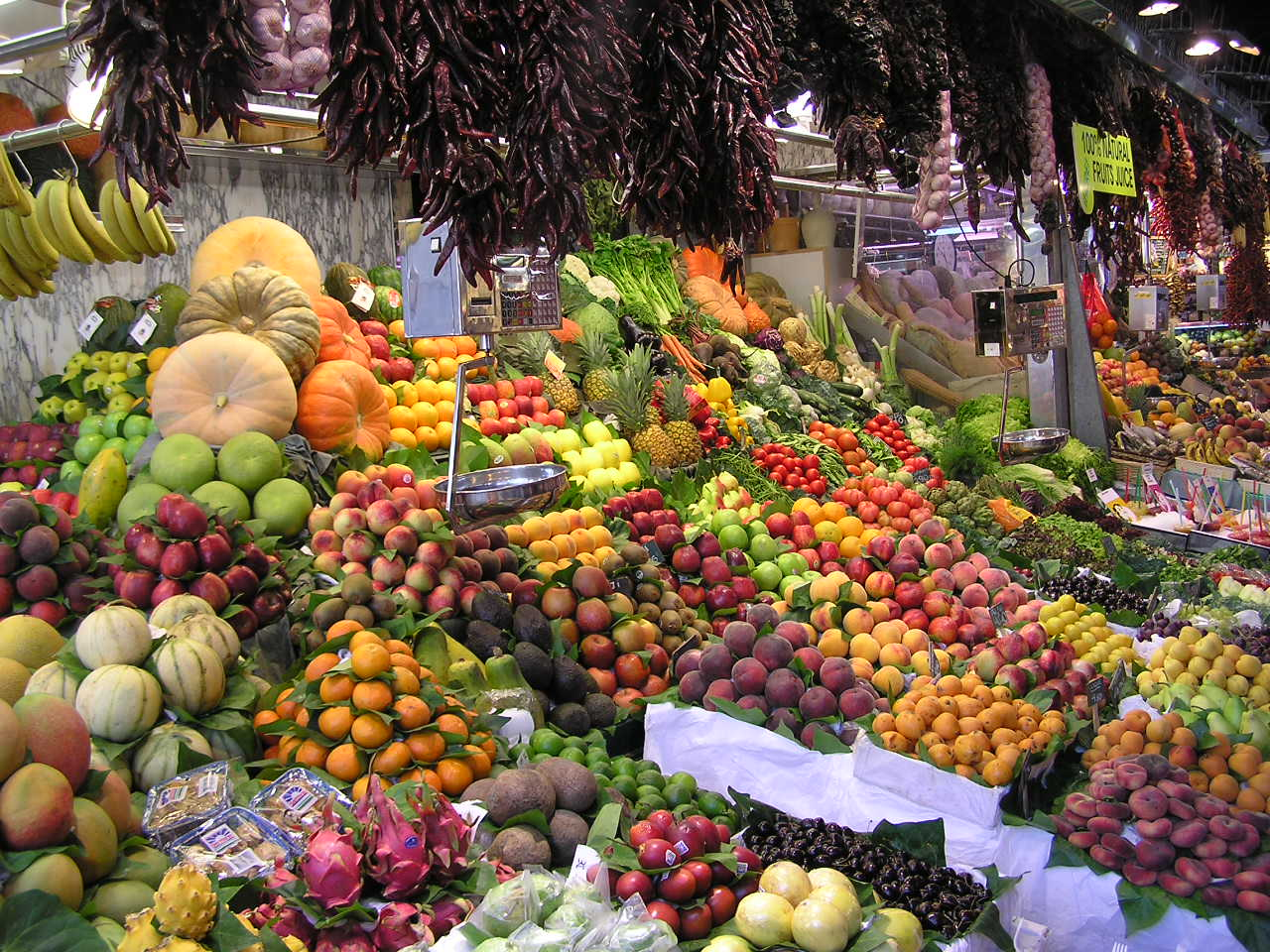
在西班牙的一個水果小販檔。

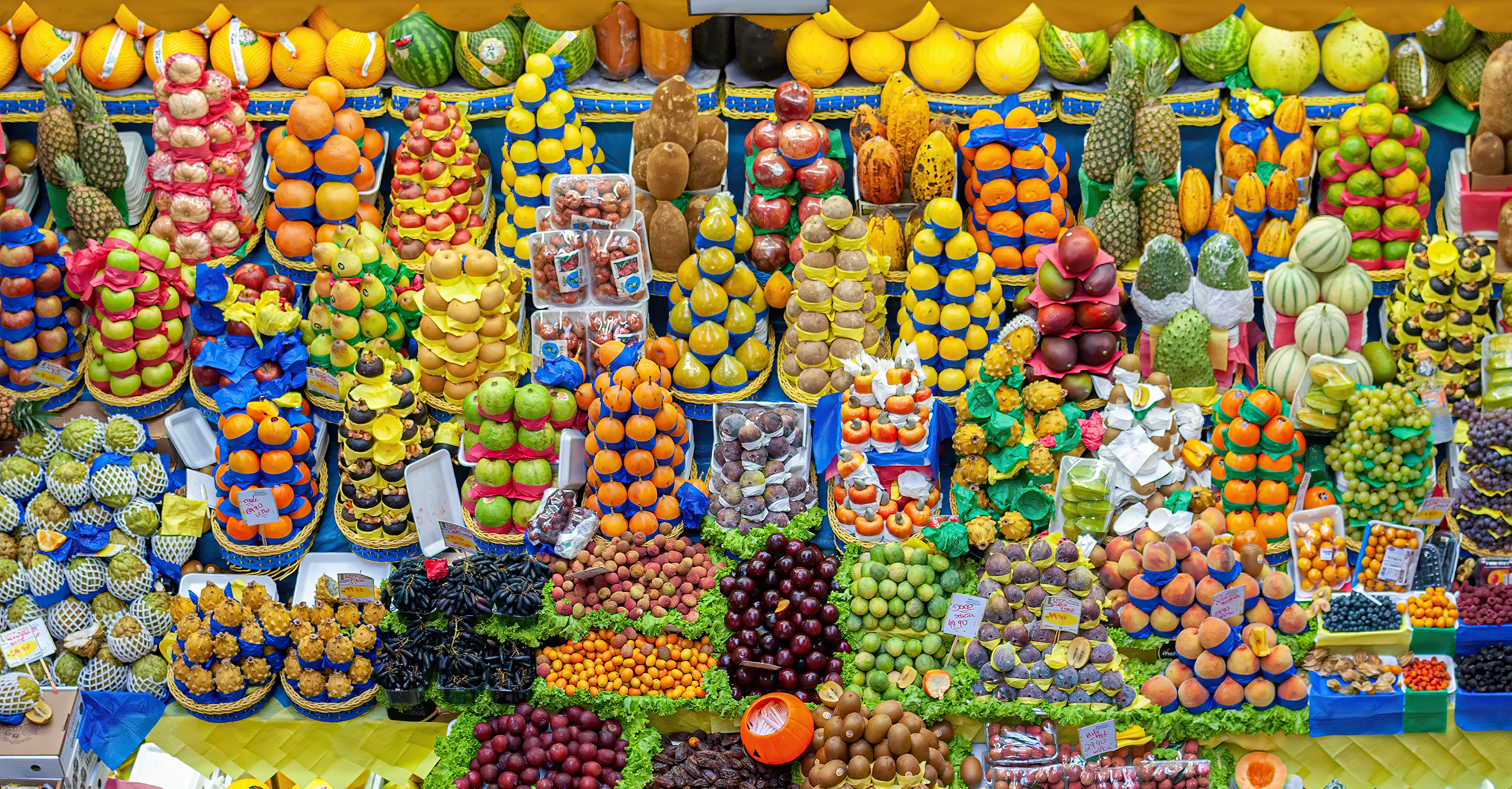
圣保罗一处市场内的蔬菜水果店。

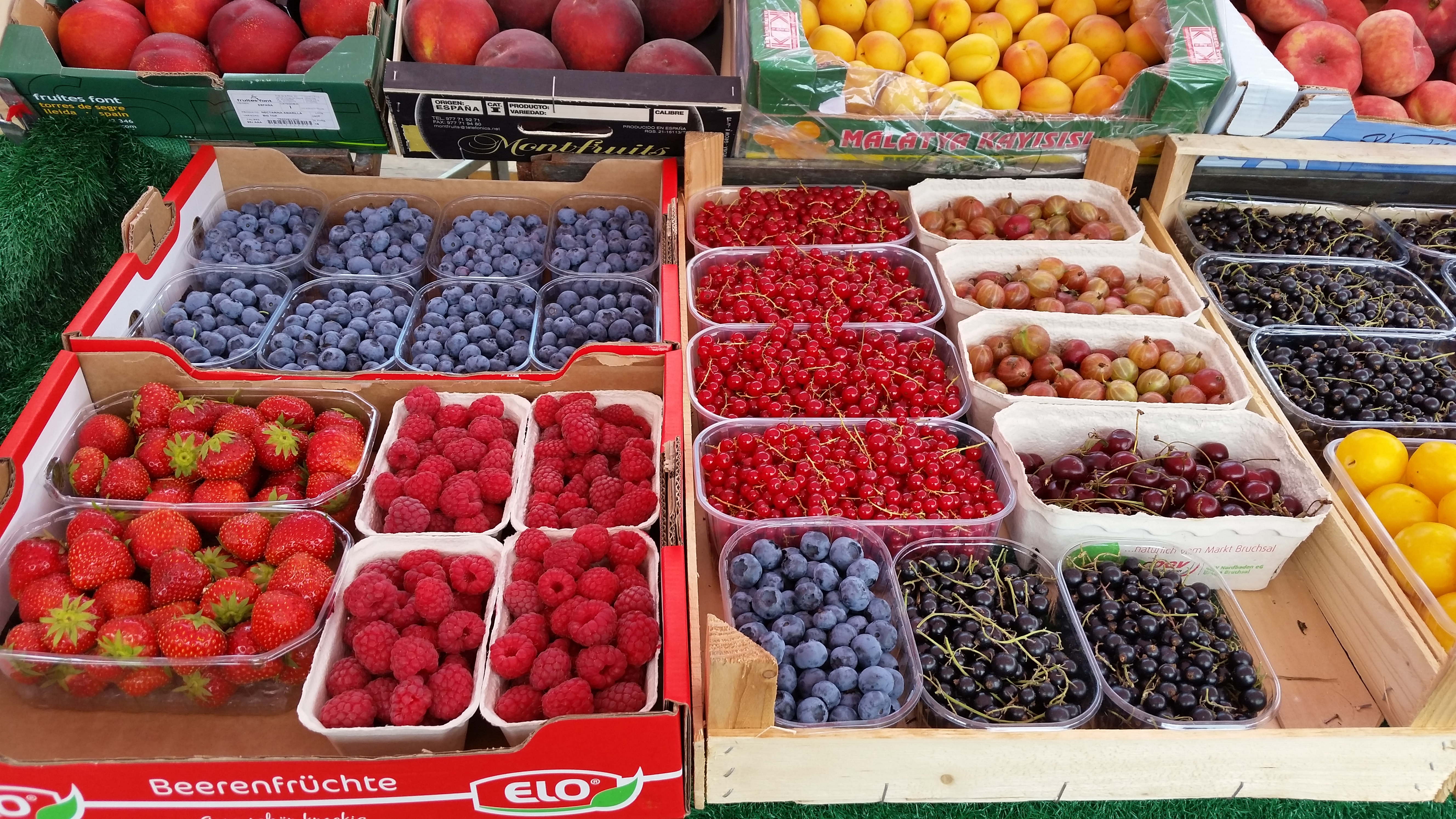
莓果

## 定義
水果是植物學上嚴格定義的專有名詞，其定義因人而異，一般來說被認為是水果的條件有：可食且有食用價值的植物繁殖器官、主要供生食、味道帶甜味或酸味、多汁、散發果香等，然而也有些不完全符合上述所有條件而仍然被認為是水果，例如：
- 是營養器官而非繁殖器官，例如甘蔗
- 雖可供生食但常用來入菜，例如番茄、鳳梨
- 味道不酸不甜，例如酪梨
- 汁液不多，例如香蕉、榴槤、菠蘿蜜

有些植物繁殖器官雖可食但含有致癌物如檳榔，通常不被認為是水果；有些植物繁殖器官雖可食用，但因食用價值較低，亦不會特別稱之為水果，例如茄苳果實、菲島福木果實等；有些植物繁殖器官虽然具备食用價值，但在人類文化中通常不被認為属于水果，例如堅果、豆類、穀物。
在西方文化中，大黃也常被視為「水果」(culinary fruit)，但食用的部位是葉柄，且通常被煮成果醬食用。

## 植物學
大多數水果的主要食用部位在植物學上屬於真果，但也有許多水果吃的不是真果，而是其他部位：
- 花托，例如草莓、鳳梨、桑椹
- 花萼，例如蓮霧
- 假種皮，例如荔枝、龍眼、石榴、百香果
- 胚乳，例如椰子
- 莖，例如甘蔗、水果蘿蔔

## 食用

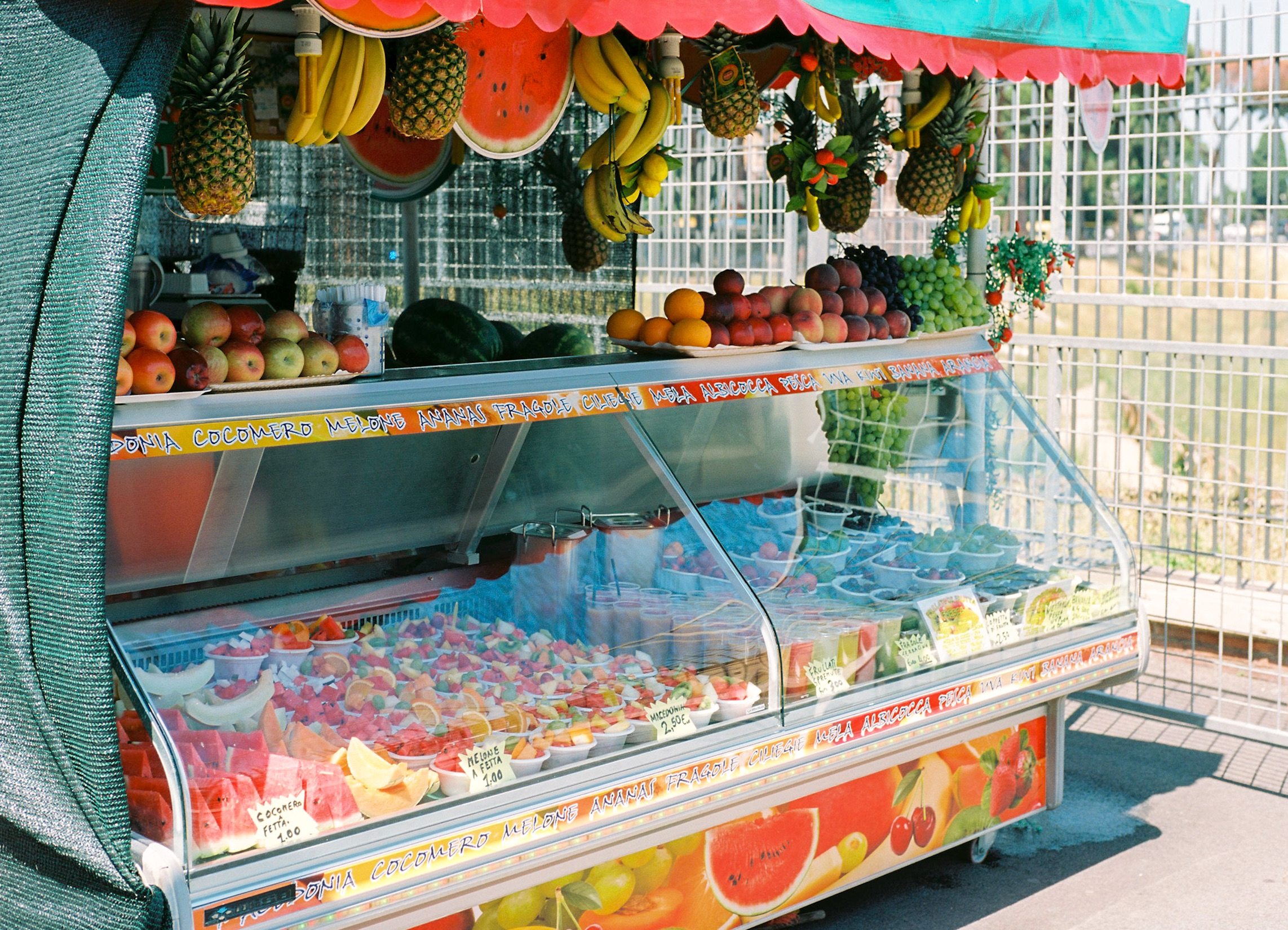
販售切塊水果的擺攤

在中式飲食中，水果通常在飯後單獨食用。另外，水果也可以打成果汁、煮成果醬、涼拌或放入沙拉中以及做成水果蛋糕等糕點。
大多數水果可以新鮮食用，但有些水果如柿子需要放一段時間去除澀味才能吃。
果皮和種子是否能吃，因水果而異。莓果通常會連皮和種子一起食用，核果和梨果的皮可以食用但種子不可，柑果通常不吃皮和種子，漿果則不一定。有些水果的種子雖然不適合嚼食，但許多人會直接吞下，例如西瓜。
大多數水果內部有核或種子，通常不能食用，例如桃、李、杏、枇杷、蘋果、櫻桃、梨、芒果、荔枝、龍眼等。